# 2022 في السعودية
تحتوي هذه المقالة على أهم الأحداث التي شهدتها السعودية في 2022، إضافة إلى أهم الشخصيات السعودية التي وُلدت أو تُوفيت في هذه السنة.

## السياسة

### الحكم
الملك: سلمان بن عبد العزيز آل سعود

### تعيينات

#### يناير
- 13:
  - صالح بن علي القحطاني، رئيساً لمجلس إدارة العيادات الملكية بمرتبة وزير.[1]
  - منير بن محمود الدسوقي، رئيساً لمدينة الملك عبدالعزيز للعلوم والتقنية بمرتبة وزير.[1]
  - عبد الله بن فهد العويس، نائباً لرئيس أمن الدولة السعودي بمرتبة وزير.[1]

#### مايو
- 5:
  - الأمير سعود بن نهار بن سعود بن عبد العزيز آل سعود، محافظًا للطائف.[2][3]
  - الأمير سعود بن طلال بن بدر بن سعود بن عبد العزيز آل سعود، محافظاً للأحساء.[4]
  - الأمير سعود بن عبد الرحمن بن ناصر بن عبد العزيز آل سعود، نائبًا لأمير منطقة الحدود الشمالية.[5]
  - الأمير سعود بن عبد الله بن جلوي آل سعود، محافظاً لجدة.[6][7]
- 29
  - الفريق محمد البسامي، مديراً للأمن العام.
  - أحمد بن عبد العزيز العيسى، مديراً للمباحث العامة.
  - المهندس خالد السالم، محافظاً للهيئة الملكية للجبيل وينبع.
  - عادل الجبير، مبعوثاً للمملكة لشؤون المناخ بالإضافة إلى عمله.[8]

#### يوليو
- 3:
  - الأمير عبد الرحمن بن محمد بن عبد العزيز بن عياف آل مقرن، مستشاراً بالديوان الملكي.
  - الأميرة هيفاء بنت محمد بن سعود بن خالد آل عبدالرحمن آل سعود، نائبًا لوزير السياحة بالمرتبة الممتازة.[9][10]
  - المهندس عبدالعزيز بن حمد بن صالح الرميح، نائبًا لوزير الصحة للتخطيط والتطوير بالمرتبة الممتازة.[9]
  - محمد بن عبدالله بن صالح العميل، نائبا للأمين العام لمجلس الوزراء لشؤون المجلس بالمرتبة الممتازة.[9]
  - الدكتور رميح بن محمد الرميح، نائبا لوزير النقل والخدمات اللوجستية بالمرتبة الممتازة.[9]
  - أيمن بن محمد بن سعود السياري، نائباً لمحافظ البنك المركزي السعودي للاستثمار والأبحاث.[9]
  - بندر بن عبيد بن حمود الرشيد، سكرتيراً لولي العهد السعودي.
  - الشيهانة بنت صالح بن عبد الله العزاز، نائباً للأمين العام لمجلس الوزراء.

#### سبتمبر
- 22:
  - عواد العواد، مستشارًا في الديوان الملكي بمرتبة وزير.
  - هلا التويجري، رئيسة لهيئة حقوق الإنسان في السعودية.[11]

- 27:
  - أمر ملكي: «يكون صاحب السمو الملكي الأمير محمد بن سلمان بن عبدالعزيز آل سعود ولي العهد رئيساً لمجلس الوزراء».[12]
  - الأمير خالد بن سلمان بن عبد العزيز آل سعود وزيرًا للدفاع.[13]
  - يوسف البنيان، وزيرًا للتعليم.[14]

#### أكتوبر
- 27: فهد بن محمد بن سعد بن عبد العزيز آل سعود، محافظًا للخرج.[15]

### الإعفاءات

#### مايو
- 5: الأمير بدر بن محمد بن عبد الله بن جلوي آل سعود، محافظ الأحساء.[6]

#### يوليو
- 3: الأمير عبد الرحمن بن محمد بن عبد العزيز بن عياف آل مقرن، أمين عام مجلس الوزراء.

#### سبتمبر
- 22: عواد العواد، رئيس هيئة حقوق الإنسان السعودية.
- 27: حمد آل الشيخ، وزير التعليم.[16]

#### أكتوبر
27: عبد الرحمن اليوبي، مدير جامعة الملك عبد العزيز.

## أحداث

### يناير
- 1: استضافة رالي داكار 2022 الذي أُقيم في الفترة ما بين 1 إلى 14 يناير 2022.[18]
- 26: صندوق الاستثمارات العامة يُطلق مجموعة سافي.[19]
- 27: إعلان يوم 22 فبراير من كل عام يوماً لذكرى تأسيس الدولة السعودية، باسم (يوم التأسيس)، ويصبح إجازة رسمية.[20]

### فبراير
- 27: الإعلان عن اكتشاف 5 حقول غاز طبيعي هي: حقل شدون، وحقل أم خنصر، وحقل شهاب، وحقل سمنة، وحقل الشرفة.[21]

### مارس
- 25: انطلاق فعاليات سباق جائزة السعودية الكبرى STC للفورمولا 1 في نسخته الثانية.[22]

### أبريل
- 8: أعلن ولي العهد محمد بن سلمان بن عبد العزيز آل سعود إطلاق توسعة الملك سلمان لمسجد قباء، أكبر توسعة في تاريخ المسجد.[23]

### مايو
- 5:
  - إنشاء هيئة تطوير الطائف.[24]
  - إنشاء هيئة تطوير الأحساء.[25]
- 10: بدء مرحلة العد الفعلي في تعداد السعودية 2022.[26]
- 23: حفل تسجيل منطقة حِمى الثقافية في قائمة اليونيسكو للتراث العالمي.
- 25: إطلاق مشروع المجمع الملكي للفنون في حديقة الملك سلمان في العاصمة الرياض.[27]

### يونيو
- 15: اليونسكو تُسجل محمية حرة عويرض في برنامج الإنسان والمحيط الحيوي (الماب).[28]

### يوليو
- 15: أعلنت الهيئة العامة للطيران المدني فتح أجواء المملكة لجميع الناقلات الجوية التي تستوفي متطلبات الهيئة لعبور الأجواء.[29]

### أغسطس
- 2: إنشاء الهيئة العامة للطرق.[30]
- 2: إنشاء الهيئة السعودية لتسويق الاستثمار.[31]

### سبتمبر
- 3: اليونسكو تعتمد مدينة ينبع الصناعية في السعودية كـ«مدينة تعلُّم» ضمن الشبكة العالمية لمدن التعلم.[32]
- 7: الموافقة الملكية لخصخصة جامعة الملك سعود وتحويلها لمؤسسة مستقلة غير هادفة للربح.[33]
- 20: إنشاء هيئة تطوير محافظة جدة.[34]
- 22: إطلاق برنامج السعودية لرواد الفضاء.[35]
- 27: إعادة تشكيل مجلس الوزراء.[36]

### أكتوبر
- 3: إطلاق شركة داون تاون السعودية.[37]

### نوفمبر
- 1:
  - إنشاء المجلس الأعلى للفضاء.[38]
  - تعديل اسم هيئة الاتصالات وتقنية المعلومات إلى هيئة الاتصالات والفضاء والتقنية.[38]
- 29: تأسيس المركز الوطني لسلامة النقل.[39]
- 30: تسجيل البن الخولاني السعودي وكذلك حداء الإبل ضمن القائمة التمثيلية للتراث الثقافي غير المادي لمنظمة الأمم المتحدة للتربية والعلم الثقافة "اليونسكو".[40][41][42]

### ديسمبر
- 4: انضمام المملكة العربية السعودية إلى المجلس الدولي للزيتون.[43]
- 22: إطلاق الاستراتيجية الوطنية للملكية الفكرية.[44]

## وفيات

### يناير
- 5: صالح اللحيدان، عالم شريعة وداعية وإمام وخطيب. (و.1932).[45]
- 13: علي الهويريني، ممثل ومخرج ومفكر وشاعر (و. 1945).[46]
- 18: علي حسن العبادي، أديب وشاعر وتربوي (و.1931).[47]
- 26: يحيى بن عثمان المدرس، عالم محدث ومدرّس في المسجد الحرام (و. 1935).[48]

### مايو
- 4: جعفر الغريب، ممثل (و. 1956).[49]

### يونيو
- 25: محمود خليل القارئ، إمام جامع القبلتين والمكلف في المسجد النبوي سابقاً.[50]

### يوليو
- 1: محمد ناصر العبودي، أديب ومؤلف ورحالة (و. 1926).[51]
- 27: عبد الرحمن بن ناصر بن عبد العزيز آل سعود، محافظ الخرج سابقاً (و. 1947).[52][53]

### أغسطس
- 4: جار الله الحميد، أديب وشاعر سعودي (و. 1954).[54]
- 20: عبد المقصود خوجة، أديب ورجل أعمال (و. 1936).[55]

### سبتمبر
- 15: عبد الكريم بن سعود بن عبد العزيز آل سعود، أمير سعودي (و. 1960).[56]
- 30: خالد الزيلعي، لاعب كرة قدم لعب لنادي النصر، ومثّل المنتخب السعودي (و. 1987).[57]

### أكتوبر
- 19: عبد الله الجعيثن، كاتب وأديب (و. 1950).[58]

- 21: خالد سامي، ممثل ومؤدي صوت سعودي (و. 1961).[59]
- 27: عبد العزيز بن عبد الفتاح القارئ، عالم، ورئيس لجنة تصحيح مصحف المدينة النبوية (و. 1946).[60]
- 29: أحمد صالح الصالح، شاعر (و. 1943).[61]

### نوفمبر
- 24: مدني رحيمي، لاعب كرة قدم ومحلل رياضي (و.1946).[62]